# Большая немецкая художественная выставка

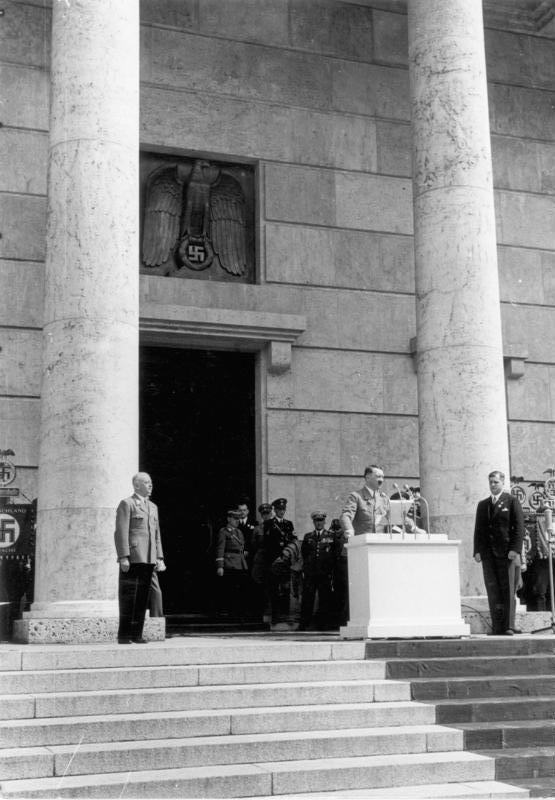
Гитлер на открытии Большой немецкой художественной выставки. Мюнхен, 18 июля 1937

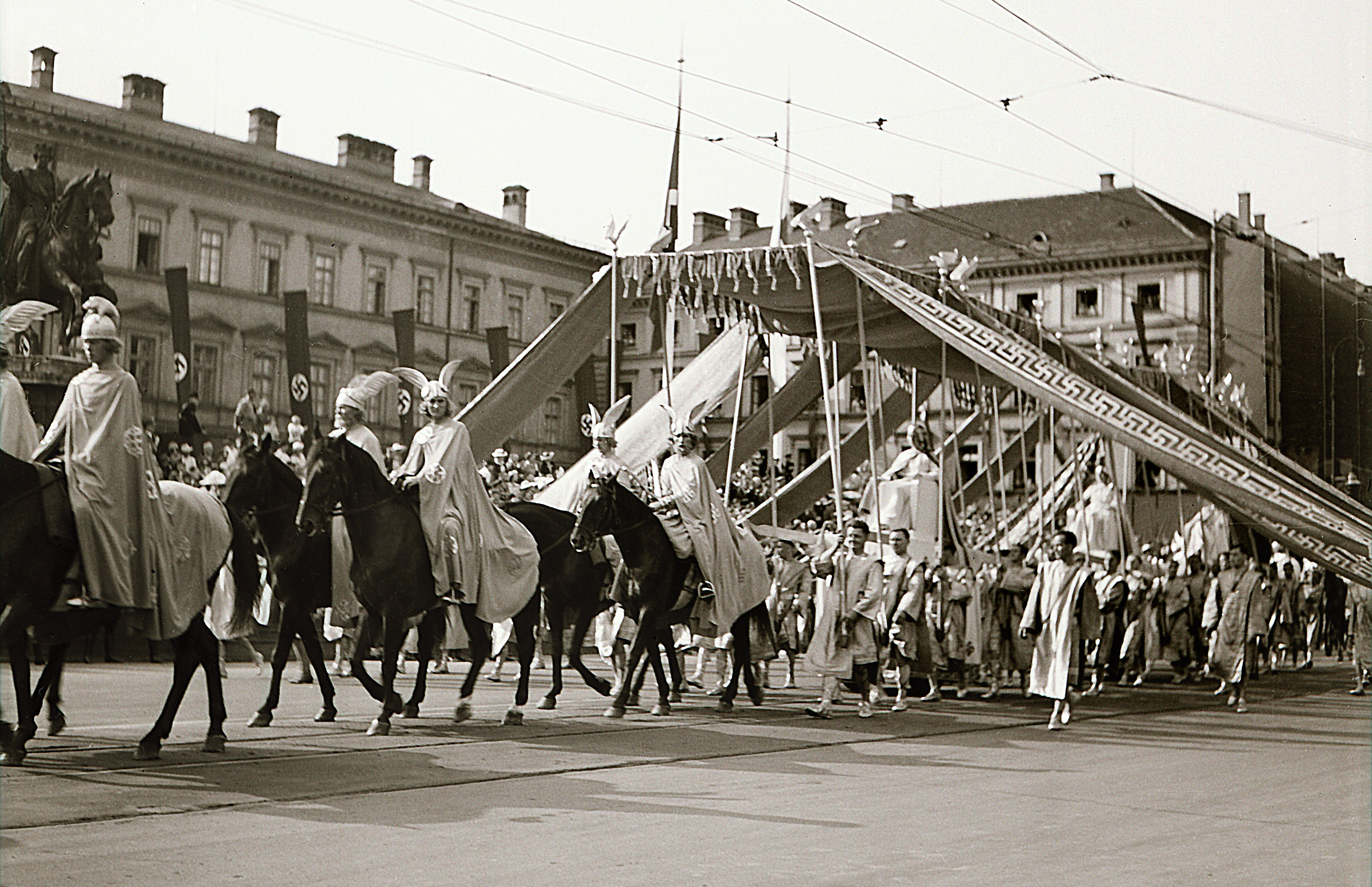
Праздничное шествие по случаю открытия Большой немецкой художественной выставки. Мюнхен, 18 июля 1937

Большая немецкая художественная выставка (нем. Große Deutsche Kunstausstellung) — восемь раз проводившаяся в период с 1937 по 1944 год в нацистской Германии в специально для этой цели построенном в Мюнхене Доме немецкого искусства. Выставка отражала официальный взгляд на изобразительное искусство в рамках нацистской культурной политики.

## История
Первая Большая немецкая художественная выставка проводилась с 18 июля по 31 октября 1937 года. По случаю открытия выставки Гитлер выступил с речью, в которой он дал исчерпывающее определение того, что отныне являлось «немецким искусством: 

Часто задаётся вопрос — что, собственно, означает «быть немецким». Из всех определений, созданных на протяжении столетий многими мыслителями, наиболее достойным мне кажется то, которое вообще не пытается дать объяснение, а скорее установить закон. Но самый замечательный закон, который я могу представить для моего народа в этом мире как задачу его бытия, уже был выражен одним из великих немцев: «Быть немцем — значит быть ясным». (…) Кубизм, дадаизм, футуризм, импрессионизм и т. д. ничего общего с нашим немецким народом не имеют. (…) Поэтому художник, который рассчитывает прийти со своими работами в этот дом или вообще в будущем выставляться в Германии, должен обладать мастерством. Само собой разумеется, что желание у него есть! (…) Сегодня я могу с большой радостью констатировать, что наряду со многими благородными художниками старшего поколения, которых до этого терроризировали и угнетали, но которые в глубине души оставались немцами, в среде нашей  молодёжи уже появляются новые мастера.
Большая немецкая художественная выставка располагалась на первом и верхнем этажах, а также на двух этажах «Почётного зала» в центре Дома немецкого искусства. Она была важнейшим культурным мероприятием Германии в период национал-социализма. Экспозиция представляла собой выставку-продажу. Художники могли выставить несколько своих работ (как правило, до десяти). При этом экспонировались также не предназначенные для продажи произведения (например, предоставленные взаймы). «Специальная экспозиция» работ избранного художника позволяла подробнее ознакомиться с его творчеством. 
В то время как организационная и техническая часть подготовки выставки находилась в ведении Дома немецкого искусства как учреждения общественного права, общее художественное руководство осуществлял представитель президента Имперской палаты изобразительного искусства. На эту должность Гитлер назначил своего фотографа Генриха Гофмана.
До 1940 года сроки проведения выставки были твёрдо определены заранее, затем они объявлялись без определённой даты окончания. Посещения были ежедневными, в том числе и в выходные дни, с 9 до 18 часов. Во время выставки проданные картины и скульптуры заменялись другими, «стоявшими в очереди» и признанными комиссией как достойные экспозиции. Первоначально фотографирование экспонатов было запрещено, однако с 1943 года представителям прессы по предварительной договорённости разрешалось фотографировать. С 1937 по 1944 год было выставлено 12 550 произведений искусства; выставки ежегодно посещали около 600 тысяч зрителей. С 1937 по 1944 год было продано произведений искусства на 13 млн рейхсмарок, из которых лично Гитлер заплатил 6,8 млн. После Второй мировой войны многие художественные работы, представленные на Большой немецкой художественной выставке, никогда более не выставлялись и даже не воспроизводились в печатных изданиях. В 2011 году Центральный институт истории искусств и Дом искусства в Мюнхене при поддержке Немецкого исторического музея в Берлине сделали эти произведения доступными онлайн. Параллельно берлинское издательство Neuhaus Verlag выпустило полный каталог выставки в двух томах (живопись и графика; скульптура).

## Представленные мастера (избранное)

### Живопись и графика
- Томас Баумгартнер, Клаус Берген, Карл Блоз, Зепп Хильц, Макс Бергман, Отто Диц, Карл Горн, Эльк Эбер, Альберт Финстерер, Герман Градль, Оскар Граф, Вилли Хабль, Вальтер Хемминг, Вилли Ханфт, Отто Кирхнер,  Лотар-Гюнтер Буххайм, Константин Герхардингер, Герман Тиберт, Вернер Пейнер, Генрих Книрр, Георг Зиберт, Антон Кюрмайер, Фердинанд Шпигель, Франц Франкль, Юлиус Юнгханс, Георг Лебрехт, Генрих Отто Хойер, Ганс Якоб Манн, Артур Кампф, Адольф Виссель, Ангело Янг, Георг Слуйтерман фон Лангевейде, Пауль Матиас Падуа, Генрих фон Цюгель, Ханс Шмитц-Виденбрюк, Франц Вейдингер.

### Скульптура
- Рудольф Беллинг, Вильгельм Кригер, Лотар Диц, Арно Брекер, Георг Кольбе, Артур фон Хюльс, Фердинанд Либерман, Карл Шток, Фриц Климш, Шарлотта Рейшауэр, Конрад Рот, Макс Эссер, Рихард Шайбе, Бернгард фон Плеттенберг, Йозеф Торак, Адольф Вампер, Вильгельм Танк, Август Бишофф, Ганс Зигель, Бернд Гартман-Виденбрюк, Йозеф Вакерле, Вильгельм Вандшнейдер.

## Галерея

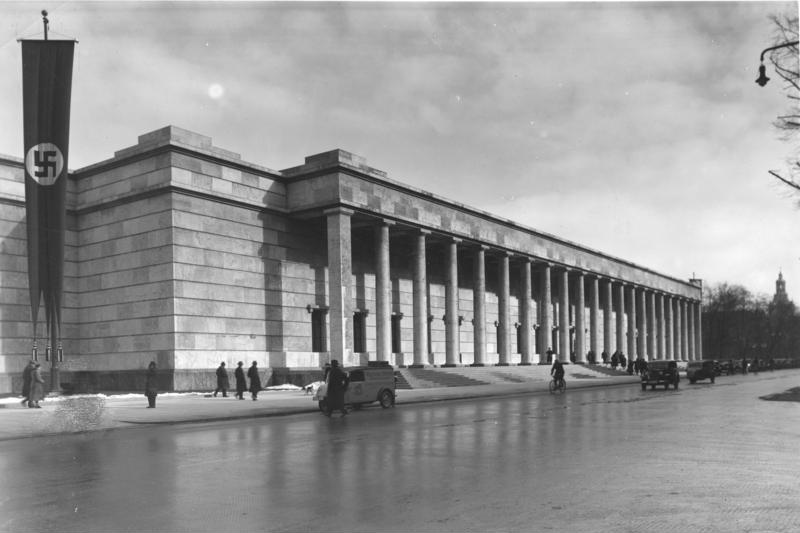
Дом немецкого искусства, Мюнхен
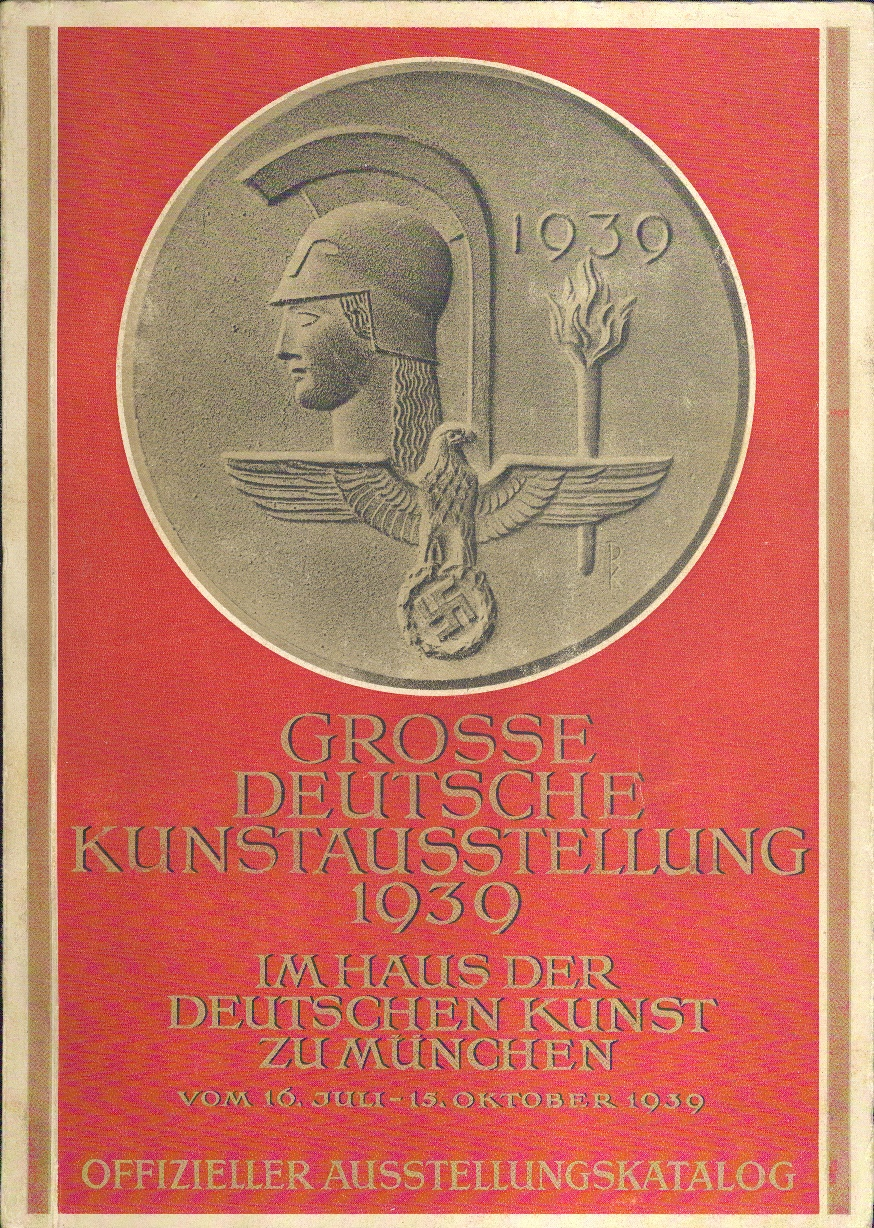
Каталог выставки за 1939 год
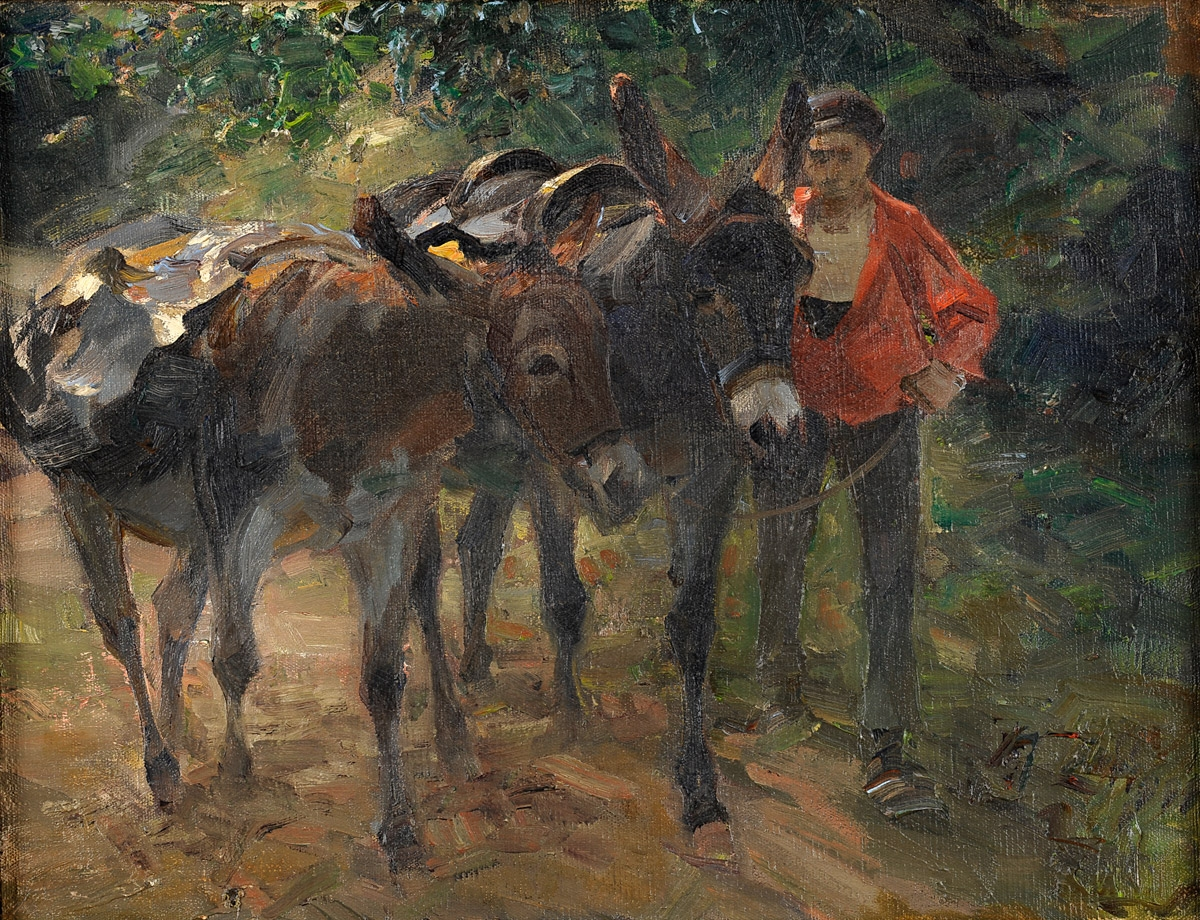
Генрих фон Цюгель, «На пути в Волькенхоф»
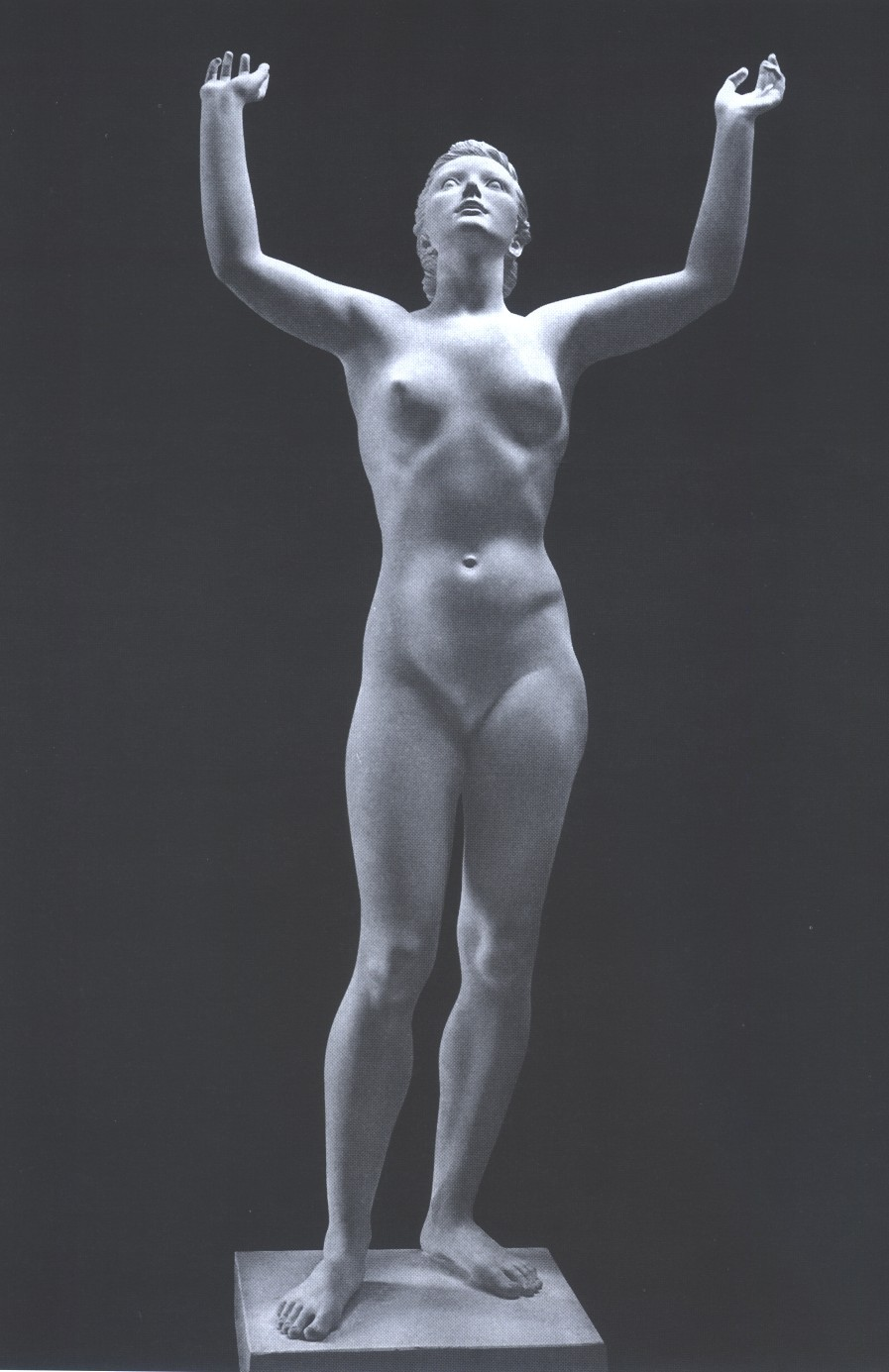
Арно Брекер, «Эрос» (1939)
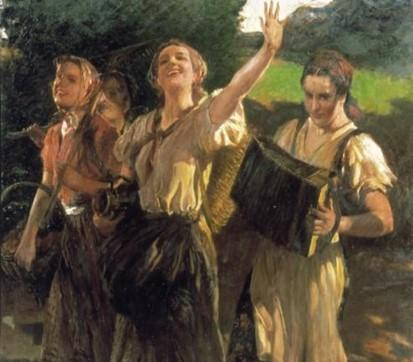
Леопольд Шмутцлер, «Крестьянки».
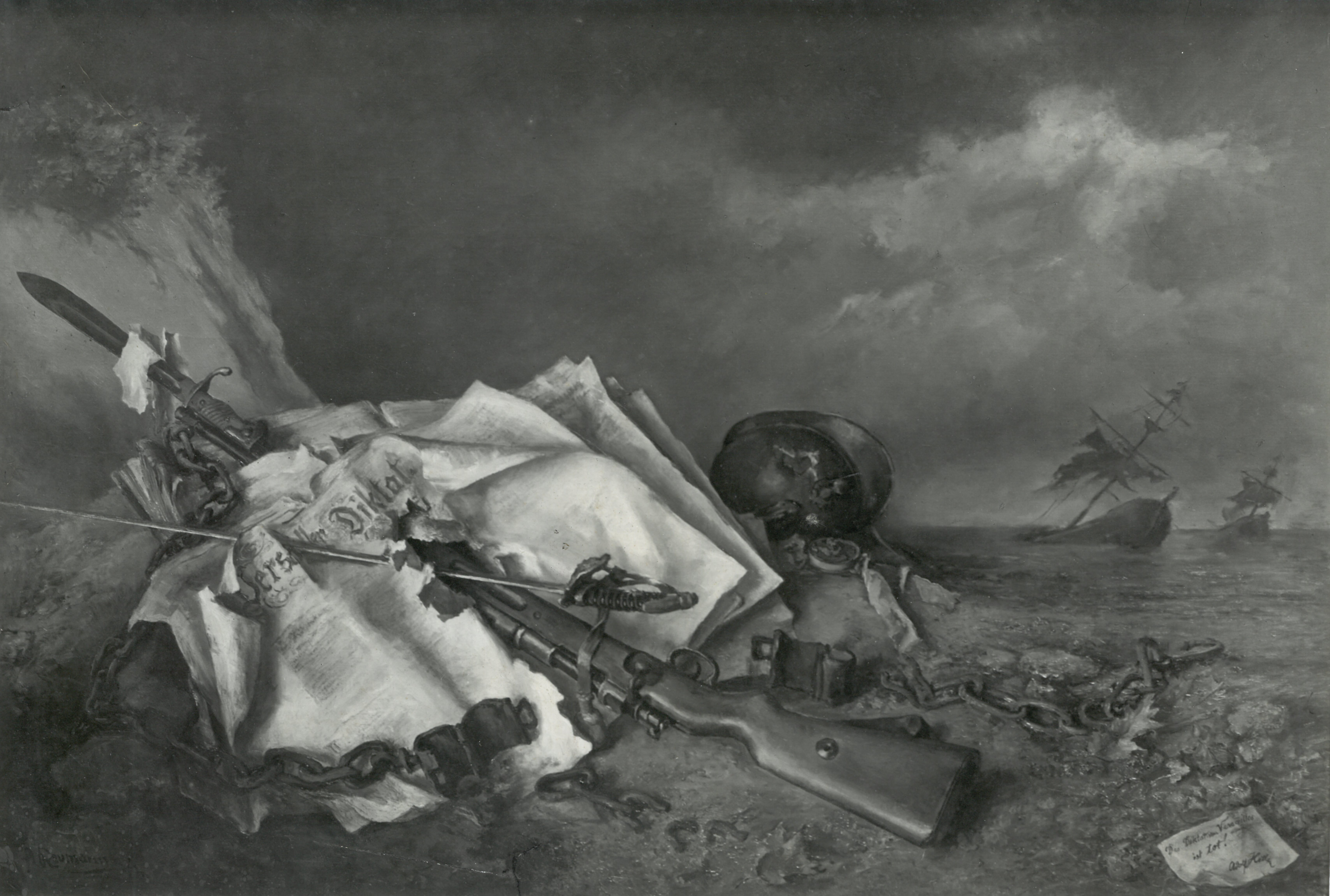
Армин Ройман, «Финиш» (1943, приобретена А.Гитлером).
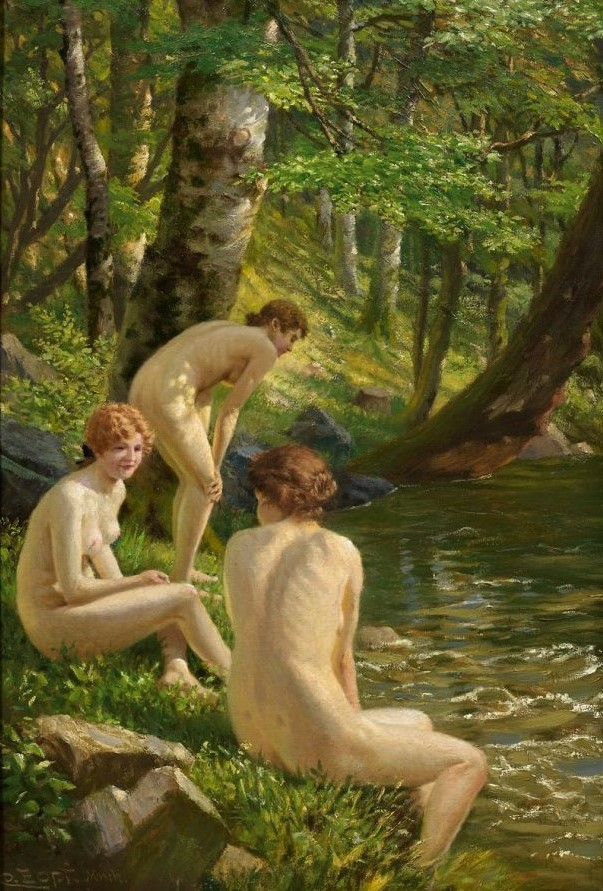
Карл Цопф, «Купающиеся девушки у лесного ручья» (1937).
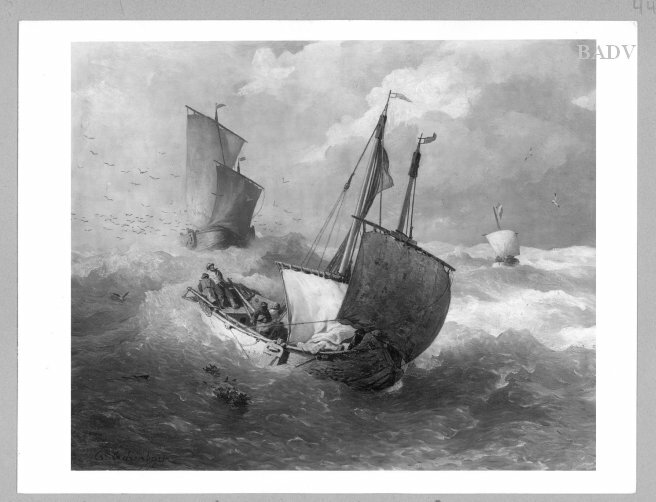
Андреас Ахенбах, «Парусники в бурном море» (1710, из собрания А.Гитлера).
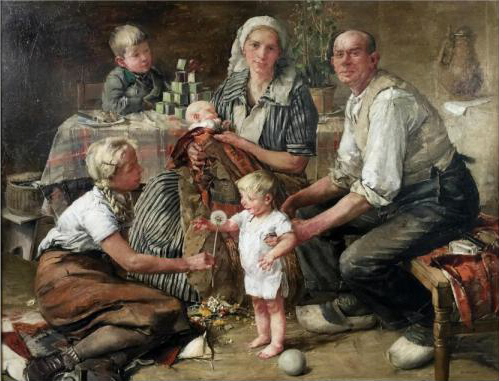
Ганс Шмитц-Виденбрюк, «Семейный портрет» (1938).
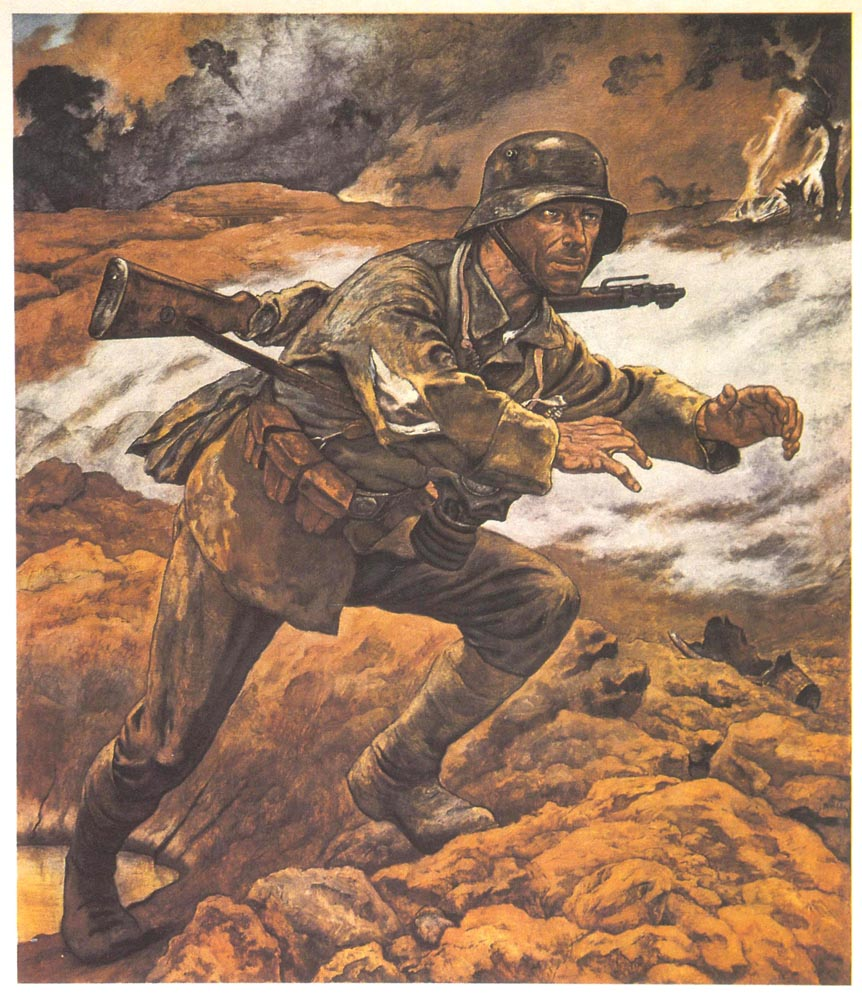
Эльк Эбер, «Связной» (1938).